# Unterseeboot 30 (1913)
Pour les articles homonymes, voir Unterseeboot 30.
Le sous-marin allemand Unterseeboot 30 (Seiner Majestät Unterseeboot 30 ou SM U-30), de type U 27 a été construit par la Kaiserliche Werft de Danzig, et  lancé le 15 novembre 1913 pour une mise en service le 26 août 1914. Il a servi pendant la Première Guerre mondiale sous pavillon de la Kaiserliche Marine.

## Caractéristiques techniques
Le U-Boot SM U-30 mesurait 64,7 mètres de long, 6,32 m de large et 7,68 m de haut. Il déplaçait 685 tonnes en surface et 878 tonnes en immersion. Le système de propulsion du sous-marin était composé d'une paire de moteurs diesel à deux temps de 8 cylindres fabriqués par Germania de 2 000 CV (1 470 kW) pour une utilisation en surface, et de deux moteurs électriques à double dynamos construits par SSW de 1 200 CV (880 kW) pour une utilisation en immersion. Les moteurs électriques étaient alimentés par un banc de deux batteries de 110 cellules. le SM U-30 pouvait naviguer à une vitesse maximale de 16,7 nœuds (30,9 km/h) en surface et de 9,8 nœuds (18,1 km/h) en immersion. La direction était contrôlée par une paire d'hydroplanes à l'avant et une autre paire à l'arrière, et un seul gouvernail.
Le SM U-30 était armé de quatre tubes torpilles de 50 centimètres (19,7 pouces), qui étaient fournis avec un total de six torpilles. Une paire de tubes était située à l'avant et l'autre à l'arrière. Il était équipée d'un canon SK L/30 de 8,8 cm (3,5 in) pour une utilisation en surface. Après 1918, il reçoit un canon de 10,5 cm avec 300 obus.
Le SM U-30 était manœuvré par 4 officiers et 31 membres d'équipage.

## Histoire
Le premier navire coulé par le SM U-30 est le vapeur britannique Cambank avec un déplacement de 3 112 tonneaux le 20 février 1915. Le navire naviguait avec une cargaison de minerai de cuivre de Huelva en Espagne à Garston, district de Liverpool. Il est torpillé et coulé à environ 16 kilomètres à l'Est du phare de Point Lynas, à l'extrémité Nord d'Anglesey. Le même jour, le SM U-30 capture et coule un autre navire britannique, le Downshire, d'un déplacement de 227 tonneaux.
Lors d'une autre patrouille de combat au large des côtes des Cornouailles, au tournant des mois d'avril et mai 1915, le SM U-30 coule 7 navires de commerce et en a endommage un autre.

Le 28 avril, le SM U-30 intercepte le charbonnier Mobile de 1 950 tonneaux, qu'il coule sous les tirs de son canon après avoir permis à l'équipage de s'échapper. Le 29 avril, il coule également le Cherbury de 3 200 tonneaux. Le 30 avril, il ordonne au vapeur Fulgent de s'arrêter, mais le navire ne le fait pas et le SM U-30 tire un coup de canon sur la passerelle du navire, ce qui tue le capitaine et le quartier-maître. Le navire s'arrête et le reste de l'équipage est autorisé à s'échapper avant que le navire ne soit coulé par des charges explosives placées à l'intérieur. Cet après-midi-là, le Svorno, d'une capacité de 3 100 tonneaux, est stoppé et coulé. Le 1er mai, le céréalier Edale naviguant vers Manchester et le navire français Europe de 3 110 tonneaux sont coulés. Un navire néerlandais est arrêté et, en tant que neutre, est autorisé à poursuivre sa route en un point situé à quelque 45 milles nautiques (83 km) au Nord-Ouest des îles Scilly, mais le sous-marin est repéré à ce point par un harenguier à vapeur, Clara Alice, qui signalée sa position à une patrouille navale.
Les patrouilleurs HMS Iago et HMT Filey commencent à chasser le sous-marin, mais ne réussissent qu'à intercepter le tanker américain Gulflight, battant pavillon américain, qu'ils ont pris sous escorte. L'escorte s'est avérée être un inconvénient pour le Gulflight car il est obligé de ralentir pour la patrouille et ensuite, en vertu du droit international, un navire escorté par des navires armés devient une cible légitime pour l'attaque. Le SM U-30 repère le convoi et tire une torpille sur le Gulflight, avant de remarquer qu'il bat pavillon américain. Le sous-marin a alors interrompu l'attaque conformément à ses instructions de ne pas attaquer les navires neutres.
Le Gulflight a survécu à l'attaque, bien que deux membres de l'équipage se soient noyés pendant l'évacuation du navire et que le capitaine Gunter soit décédé plus tard dans la nuit d'une crise cardiaque. Le navire est remorqué jusqu'à la baie de Crow et est réparé plus tard. Les nouvelles de l'événement seront éclipsées quelques jours plus En 1916, le sous-marin est remis en service après réparationtard par le naufrage du RMS Lusitania, mais l'incident, ainsi que l'attaque du Lusitania et d'un autre navire, le Cushing, ont constitué la base d'une plainte officielle du gouvernement américain à l'Allemagne. Bien que les États-Unis soient restés officiellement neutres dans les hostilités en cours, ils sont parvenus à un accord avec le gouvernement allemand selon lequel les nouvelles attaques par sous-marin seraient strictement conformes aux "Cruiser Rules" (règles de navigation) telles que définies par le droit international. L'incident a contribué à la détérioration des relations diplomatiques entre les États-Unis, alors toujours neutres, et le Reich allemand.
Le 22 juin 1915, un incendie à bord du SM U-30 se déclare à la position géographique de 53° 33′ N, 6° 40′ E devant l'embouchure de l'Ems, fleuve du nord-ouest de l'Allemagne, à la suite duquel le sous-marin a coulé. Le bateau gît par 40 mètres de profondeur, l'équipage de 31 personnes étant prisonnier du SM U-30. Comme il y a encore de l'espoir pour sauver 13 membres d'équipage qui avaient survécu dans une poche d'air, plusieurs tentatives de sauvetage sont faites, dont celle du navire de soutien SMS Vulkan, mais qui ont échoué parce que les haussières se sont cassées.
Le 27 août 1915, le SM U-30 est récupéré par les navires de levage de la mer du Nord et de la mer Baltique. Les corps retrouvés ont été enterrés au cimetière d'honneur d'Emden.
En 1916, le sous-marin est remis en service après réparation.
Le 1er mai 1916, le Kapitänleutnant Franz Grünert devient commandant du SM U-30. Sous son commandement, le SM U-30 coule 16 navires. Le dernier est le voilier français Atlas de 2 068 tonneaux torpillé le 18 juillet 1917 à environ 320 kilomètres à l'ouest de Fastnet Rock.
À partir du 19 novembre 1917, le SM U-30 termine sa carrière opérationnelle en tant que navire de formation et d'entrainement.
Avec la fin de la guerre à la suite de l'Armistice du 11 novembre 1918, le SM U-30 est livré au Royaume-Uni le 22 novembre 1918.
Dans les années 1919 à 1920, le sous-marin est démoli à Blyth.

## Commandants
- Kapitänleutnant (Kptlt.) Erich von Rosenberg-Gruszczynski du 22 septembre 1914 au 22 juin 1915
- Kapitänleutnant (Kptlt.) Franz Grünert du 1er mai 1916 au 20 novembre 1917

## Flottilles
- Flottille IV du ? au 22 juin 1915
- Flottille IV du 15 octobre 1916 au 19 novembre 1917
- Flottille d'entrainement du 19 novembre 1917 au 11 novembre 1918

## Patrouilles
Le SM U-30 a effectué 6 patrouilles pendant son service.

## Palmarès
Le SM U-30 a coulé 27 navires marchands pour un total de 48 060 tonneaux et endommagé 1 navire marchand de 5 189 tonneaux.
| Date              | Nom du navire | Nationalité               | Tonnage | Fait      |
| ----------------- | ------------- | ------------------------- | ------- | --------- |
| 20 février 1915   | Cambank       | Drapeau du Royaume-Uni    | 3 112   | coulé     |
| 20 février 1915   | Downshire     | Drapeau du Royaume-Uni    | 337     | coulé     |
| 28 avril 1915     | Mobile        | Drapeau du Royaume-Uni    | 1 905   | coulé     |
| 29 avril 1915     | Cherbury      | Drapeau du Royaume-Uni    | 3 220   | coulé     |
| 30 avril 1915     | Fulgent       | Drapeau du Royaume-Uni    | 2 008   | coulé     |
| 30 avril 1915     | Svorono       | Drapeau de l'Empire russe | 3 102   | coulé     |
| 1er mai 1915      | Edale         | Drapeau du Royaume-Uni    | 3 110   | coulé     |
| 1er mai 1915      | Europe        | Drapeau de la France      | 1 887   | coulé     |
| 1er mai 1915      | Gulflight     | Drapeau des États-Unis    | 5 189   | endommagé |
| 3 mai 1915        | Minterne      | Drapeau du Royaume-Uni    | 3 018   | coulé     |
| 26 octobre 1916   | Lysland       | Drapeau de la Norvège     | 1 745   | coulé     |
| 1er novembre 1916 | Brierley Hill | Drapeau du Royaume-Uni    | 1 168   | coulé     |
| 11 avril 1917     | Saxo          | Drapeau du Danemark       | 711     | coulé     |
| 11 avril 1917     | Nancy         | Drapeau du Danemark       | 1 325   | coulé     |
| 11 avril 1917     | Star          | Drapeau de la Norvège     | 818     | coulé     |
| 11 avril 1917     | Sylfiden      | Drapeau de la Norvège     | 796     | coulé     |
| 12 avril 1917     | Kolaastind    | Drapeau de la Norvège     | 2 368   | coulé     |
| 13 avril 1917     | Bokn          | Drapeau de la Norvège     | 336     | coulé     |
| 13 avril 1917     | Frixos        | Drapeau de la Finlande    | 2 471   | coulé     |
| 13 avril 1917     | Gama          | Drapeau de la Norvège     | 107     | coulé     |
| 13 avril 1917     | Glenlora      | Drapeau de la Norvège     | 805     | coulé     |
| 13 avril 1917     | Zara          | Drapeau du Royaume-Uni    | 1 331   | coulé     |
| 14 avril 1917     | Fjeldli       | Drapeau de la Norvège     | 954     | coulé     |
| 15 avril 1917     | Paris         | Drapeau de la Norvège     | 1 634   | coulé     |
| 16 mai 1917       | Middlesex     | Drapeau du Royaume-Uni    | 7 265   | coulé     |
| 23 mai 1917       | Freden        | Drapeau du Danemark       | 166     | coulé     |
| 16 juillet 1917   | Cyrus         | Drapeau de l'Empire russe | 293     | coulé     |
| 28 juillet 1917   | Atlas         | Drapeau de la France      | 2 068   | coulé     |